# ホーコン3世 (ノルウェー王)
ホーコン3世スヴェレソン（Håkon III Sverresson、1180年 - 1204年1月1日）は、ノルウェーの国王（在位：1202年 - 1204年）。スヴェレ・シグルツソンの庶子で、ホーコン・ホーコンソンの通称で知られるホーコン4世の父。

## 生涯
1130年から1240年にかけてのノルウェー内乱は、王が死去した時に後継者が不明であったり、社会的状況、教会と王の間の権力闘争、貴族間の紛争など、さまざまな理由によるものであり、バグリ党とビルケンバイン党の2つの政党の出現につながった。それぞれの党の支持者は、通常、王の息子の周りに結集して、王位継承に対する主張を支援した。
ホーコンは1197年にオスロでのバグリ党との戦いの時に、父の軍の指揮官の1人として最初に確認され、その後はこれらの戦いの参加者としてしばしば確認される。スヴェレは死の床でホーコンが自身の唯一の生存する息子であると宣言し、教会との長年の対立を解決するようにホーコンに求める手紙を書いた。ホーコンは教育を受けた人物であり、バルラームとヨサファトの伝説をラテン語からノレン語（no）に翻訳したことで知られている。
1202年、父の死により即位する。しかし即位後はノルウェー東部を支配する貴族層や王族たちと争い、在位わずか2年にして毒殺された。継母マルガレータ・エリクスドッテルに毒殺の嫌疑がかけられた。